# 社会福音
社会福音（英語：Social Gospel）是20世纪初流行于美国与加拿大的一场基督新教运动。社会福音运动主张人因生活在罪恶的社会而道德败坏，要使人得救首先需要对社会进行改造。因此，社会福音运动的目标便是将基督教中的伦理用于解决收入不平等、贫穷、酗酒、种族冲突、童工、学校教育不足、工会体系存在缺陷等实际社会问题。从基督教神学角度来说，社会福音运动是对圣经中《马太福音》6:10节“願你的國來臨，願你的旨意承行於地，如在天上一樣！”的实践。社会福音运动的参与者一般持千禧年后论主张，认为只有当人类自身消除社会中存在的邪恶方可迎来耶稣的再临。总体而言，神职人员比平信徒对社会福音运动抱持更高热情。美国的社会福音运动的大部分参与者都与进步运动有很强联系，大部分持自由主义神学观点，但也有少部分参与者仍对社会议题持保守态度。美国的社会福音运动领袖主要有理查德·伊利、约西亚·斯特朗、华盛顿·格拉登，以及华特·饶申布士。
社会福音运动对中国基督教界也曾有一定影响。吴耀宗、赵紫宸、吴雷川等人都曾受过社会福音运动影响。

## 缘起
社会福音运动始于19世纪70年代，受自由主义神学影响很大。这一时期美国社会一方面经历高速发展，一方面又存在一系列社会问题，例如市政建设落后、政治腐败等等。在这样的背景下，一般民众开始对教会失去信心。为了改变这种不利形势，部分教会人员开始关注美国社会存在的问题，并希望能用基督教的方法改造社会、推动社会进步。他们认为道德堕落不是因为人性的败坏，而是受到社会中邪恶事物的影响；要使人得救首先需要对社会进行改造、消除社会中存在的邪恶。这一思潮成为后来社会福音运动的开端。
查尔斯·奥利弗·布朗受亨利·乔治1879年著作《贫困与社会》中的单一征税主张启发，首先提出社会福音运动这一概念。但社会福音运动一次更多在20世纪以后得到使用，在此之前这一运动常常称为“社会基督教”。

## 发展与影响
社会福音派对参与社会改造有很高热情，曾是美国进步主义运动的主要力量之一。较保守的社会福音派追求改善工资、住房与劳动条件，而立场较为激进的社会福音派反对当时联邦政府的自由放任政策，并主张对美国的企业体制进行彻底改革。为了践行他们的主张，社会福音派积极在各地开办慈善机构、参与社会运动。社会福音派致力于改善贫民窟居民的生活状况。例如，社会福音派曾参与芝加哥的睦邻中心建设。睦邻中心是一种志愿者与贫困居民混住的社区，睦邻中心的志愿者为贫困居民提供生活照料、医疗、教育等服务。20世纪初丹佛在社会福音派的主导下建立起一套社会保障制度。
社会福音运动的参与者之一马克·A·马修斯为了实践自己的理念，于20世纪初在自己所属的长老教会中陆续建立起夜校、幼儿园、抗结核病诊所、电台，以及应对失业的机构。
美国南方的社会福音运动有不同的侧重点，例如帮助年轻的女性工人远离性交易、禁止在公共场合讲脏话等等。受到社会福音运动影响，到1900年，即便是美国南方最保守的白人浸信会也开始增加对社会问题的关注。
因社会福音运动的很大一部分诉求是改善工人的劳动状况，社会福音派也曾参与美国的工人运动。美国劳工联合会就深受社会福音运动影响。
社会福音运动的许多吁求通过工会运动以及20世纪30年代罗斯福的“新政”得到实现。20世纪20年代，社会福音运动的影响力开始衰落，其中的原因包括：许多主张已经得到实现、一战后社会中出现的幻灭感、社会已对行善感到厌倦等等。不过社会福音运动一定程度上影响了20世纪60年代美国兴起的民权运动，现代的基督教左派很大程度上就是社会福音派的延续。部分社会福音运动产生的影响持续至今。

## 在美国以外的影响
19世纪80年代，社会福音运动传播到加拿大。19世纪末到20世纪初社会福音运动在加拿大有很强影响力，并在这一时期的社会改革中扮演重要角色。现代加拿大的主要政党之一新民主党的前身之一合作社联邦联合会就有很深的社会福音运动背景。
社会福音运动也曾对中国产生影响。中国基督教界的吴耀宗、赵紫宸，以及吴雷川等人都曾受社会福音运动影响。受社会福音运动影响的基督教人士曾积极参与扫除文盲、社会救济等社会事业。部分外国在华传教士因受到社会福音运动影响，在传教的同时将精力投入到社会事业中（例如受社会福音运动影响的加拿大传教士曾参与华西协合大学的创办）。